# 超常殺人者2
『超常殺人者2』（ちょうじょうさつじんしゃ、Serpent's Lair）は、1995年のアメリカ合衆国のホラー映画。ジェフ・フェイヒー主演。日本では劇場未公開で、1997年にSPOよりVHSが発売された。また同社発売の『超常殺人者』とはつながりはない。

## ストーリー
妻のアレックスと住む新居を探している、ローン関係会社勤務のトム・ベネットは、会社の同僚のマリオから条件に合う物件を紹介される。だがその家は、前の住人が火をつけて自殺したという訳あり物件だった。
家に引っ越してきたトムとアレックスは、他の階の住人であるサムと知り合い、家の中に入ってきた黒猫を飼い始めるが、猫が来てからアレックスには災難がたて続けに起き、ついには階段から落ちて大怪我を負って入院してしまう。アレックスから、退院するまでに猫をどうにかするよう言われたトムは、猫をもらってくれる人を探すことになる。そんな中、前の住人スティーヴの妹であるリリスという女性が遺品の整理に訪れた。夜、向かいの住人が、猫の鳴き声がうるさいと苦情を言いにきた。翌日トムは、アレックスが入院する病院から帰ると、向かいの住人が廊下で死んでおり、警官から心臓発作だと知らされる。リリスから食事に誘われたトムは、食後彼女から誘惑されるが、そのとき妻の母ベティとサムが部屋を訪ねてきたため、リリスは帰っていった。その後もリリスは、会社に電話するなどトムに対して誘惑を続け、とうとう2人は関係を持つ。付きまとうようになったリリスに、引き寄せられるように会社でもセックスするようになっていたトムは、アレックスから彼女との関係を疑われるが言い訳で何とか乗り切る。関係を持った後から、家に大量の猫が集まるようになる。
アレックスが退院した後も、トムはリリスとのセックスをやめられなくなり、家に届いたリリスのメッセージカードを読んだアレックスは、ショックを受けて実家に帰ってしまう。後日、スティーブンの友人だというポール・ダグラスが家を訪問し、彼は生前サキュバスに怯えていて、さらに家族がいたことも初耳だと聞かされる。

## キャスト
| 役名                 | 俳優                   | 日本語吹替 |
| -------------------- | ---------------------- | ---------- |
| トム・ベネット       | ジェフ・フェイヒー     | 江原正士   |
| リリス               | リサ・バービュシア     | 田中敦子   |
| アレックス・ベネット | ヘザー・メドウェイ     | 相沢恵子   |
| マリオ               | アンソニー・パラーモ   | 仲野裕     |
| ベティ               | キャスリーン・ヌーン   | 弥永和子   |
| 神秘の館の主         | ジャック・ケーラー     | 石波義人   |
| ポール・ダグラス     | テイラー・ニコルズ     | 成田剣     |
| サム                 | パトリック・ボーショー | 佐々木梅治 |

## スタッフ
- 監督：ジェフリー・ライナー
- 脚本：マーク・ローゼンバーグ（英語版）
- 製作：ヴラド・ポーネスク
- 撮影監督：フェリックス・パーネル
- プロダクションデザイナー：スチュアート・ブラット
- 編集：ヴァージニア・カッツ
- 音楽：ヴィニー・ゴリア
- 吹替翻訳：伊原奈津子
- 吹替演出：松川陸
- 吹替調整：土屋雅紀
- 吹替製作：プロセンスタジオ